# Chocholka

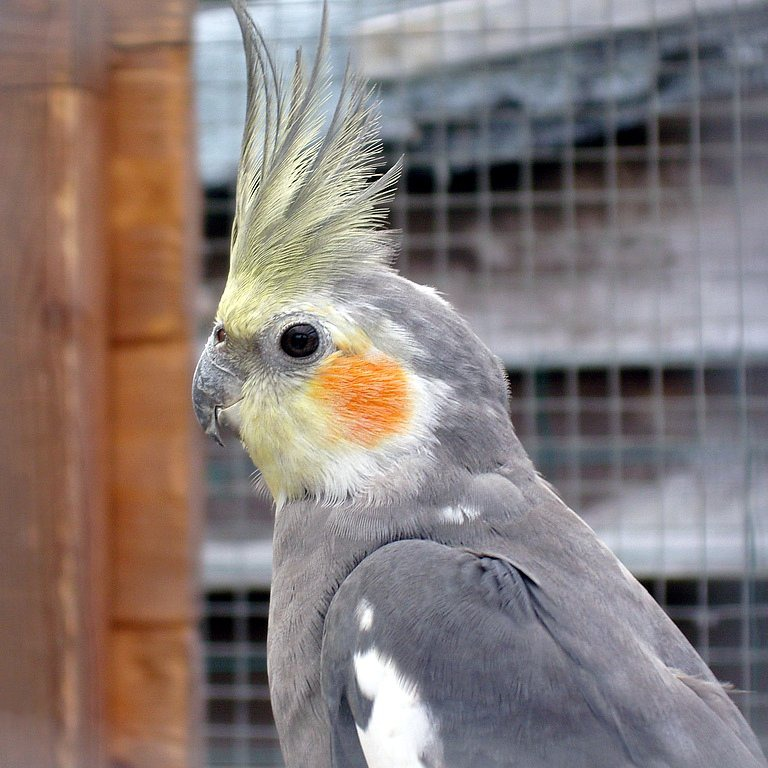
Korela chocholatá s chocholkou

Chocholka je pernatý útvar na hlavě některých druhů ptáků a dinosaurů. Mezi známé české ptáky s chocholkou patří chocholouš obecný, sýkora parukářka, potápka roháč a dudek chocholatý. Chocholku dále mají některá plemena slepic (např. brabantka, hedvábnička či paduánka), mnoho druhů papoušků (např. kakaduovití – korela chocholatá), ale třeba i někteří zástupci tučňáků (např. tučňák žlutorohý). Podobně jako celý „šat“ i chocholky na hlavě mají své opodstatnění a jsou důležitým komunikačním prvkem. Bylo dokázáno, že určitou roli hrají v případě párování v období rozmnožování (kvalita zbarvení nebo případná absence chocholek ovlivňuje chování samic).

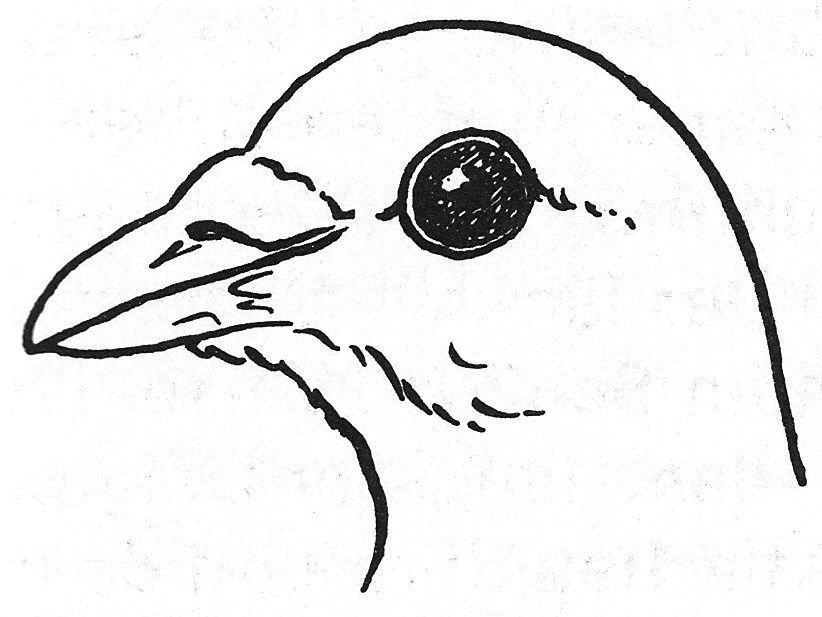
Pták bez chocholky
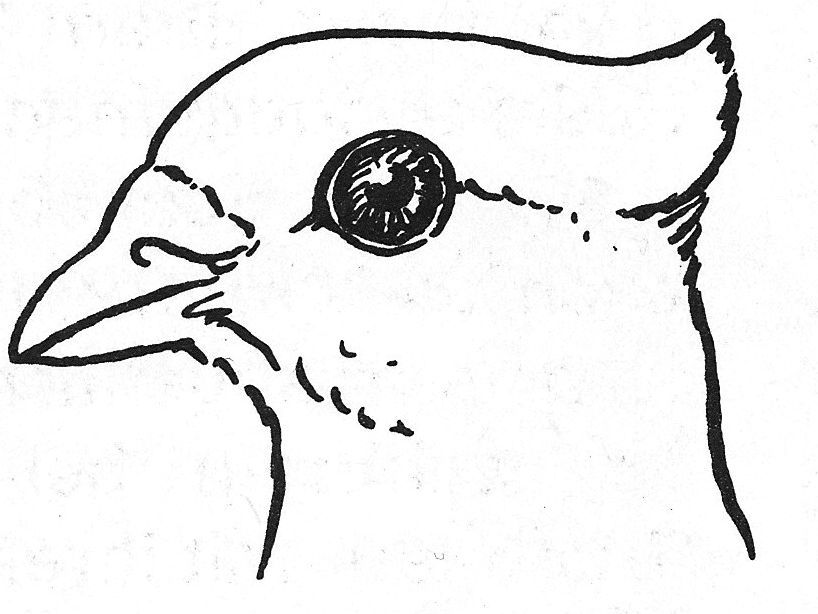
Ležatá chocholka
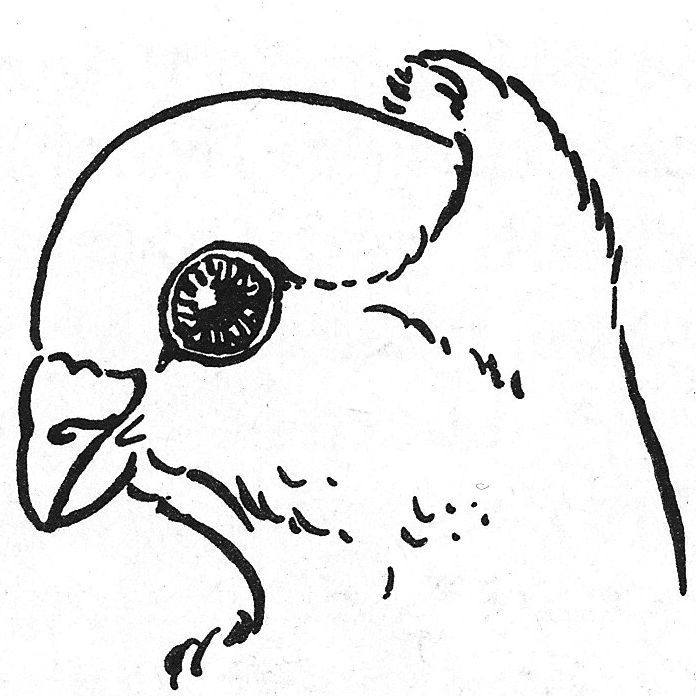
Stojatá chocholka